# بيتر فورستر
بيتر فورستر (بالإنجليزية: Peter Forster)‏ هو سياسي بريطاني، ولد في 16 مارس 1950 في سوليهل في المملكة المتحدة. انتخب عضو مجلس اللوردات (8 نوفمبر 2001 – ) وانتخب Bishop of Chester ‏ (1996 – ).